# Kopalnia Węgla Kamiennego Jas-Mos
Kopalnia Węgla Kamiennego Jas-Mos, KWK Jas-Mos – kopalnia węgla kamiennego w Jastrzębiu-Zdroju oraz częściowo w Mszanie w powiecie wodzisławskim. Działała do 31 grudnia 2022 r.
Powstała w 1994 r. w wyniku połączenia KWK Jastrzębie i KWK Moszczenica. Należy do Jastrzębskiej Spółki Węglowej S.A. Przez krótki okres od 1 stycznia 2020 funkcjonowała jako Ruch Jas-Mos Kopalni Węgla Kamiennego Jastrzębie - Bzie. KWK Jastrzębie-Bzie zlikwidowano 31 grudnia 2022 r. a Ruch Jas-Mos wygaszono i przekazano do Spółki Restrukturyzacji Kopalń
Obszar górniczy, na którym prowadzona  była eksploatacja jest położony na terenie trzech gmin: Jastrzębia-Zdroju, Mszany i Godowa w powiecie wodzisławskim.
Na koniec 2011 roku zatrudniała 4 050 pracowników.

## Historia
Kopalnia "JAS-MOS" była budowana w latach 1955 - 1962. Uroczyste uruchomienie kopalni „Jastrzębie” nastąpiło 4 grudnia 1962 r. Z dniem 1 stycznia 1966 r. działalność rozpoczęła samodzielna Kopalnia "Moszczenica”. W związku z tym dokonano formalnego i rzeczowego podziału obszarów górniczych, majątku i zadań, a także powołano odrębne dyrekcje. Kopalnia wchodziła kolejno w skład organizacji skupiających zakłady górnicze na naszym terenie: Rybnickie Zjednoczenie Przemysłu Węglowego (działało w latach 1945-1982), Zrzeszenie Kopalń Węgla Kamiennego w Jastrzębiu-Zdroju (działało w latach 1982-1984), Rybnicko-Jastrzębskie Gwarectwo Węglowe (działało w latach 1984-1988), Przedsiębiorstwo Eksploatacji Węgla "Południe" z siedzibą w Jastrzębiu-Zdroju (działało w latach 1989-1990). Z dniem 1 kwietnia 1993 r. Kopalnie stały się zakładami Jastrzębskiej Spółki Węglowej S.A. W 1999 r. rozpoczęto fizyczną likwidację byłej Kopalni "Moszczenica", której obszar i infrastrukturę po połączeniu z Kopalnią "Jastrzębie" nazwano Ruchem "Moszczenica". Kopalnię zamknięto 31 grudnia 2022 r. i przekazano do Spółki Restrukturyzacji Kopalń.

## Kopalnia
Kopalnia wydobywała głównie węgiel orto-koksowy
Poziomy:
Wydobywcze -400 m  -600 m  -800m    Wentylacyjny-240 m     
Szyby:
- Wydobywcze - JAS II (wdechowy)
- Zjazdowy - JAS I (wdechowy) i JAS IV (wydechowy)
- Wentylacyjne - JAS VI (wydechowy)

Podstawowe dane na temat kopalni:
| Kopalnia    | Wydobycie dobowe netto | Obszar górniczy | Zasoby operatywne | Typ produkowanego węgla | Okres funkcjonowania bez inwestycji strategicznych | Okres funkcjonowania przy realizacji inwestycji strategicznych |
| ----------- | ---------------------- | --------------- | ----------------- | ----------------------- | -------------------------------------------------- | -------------------------------------------------------------- |
| KWK Jas-Mos | 6 700 t/d              | 32,5 km²        | 30,2 mln ton      | 35.2B                   | do 2022                                            | do 2022                                                        |

Kopalnia (obecnie Ruch Jastrzębie w likwidacji) jest zabezpieczana przez Okręgową Stację Ratownictwa Górniczego w Wodzisławiu Śląskim.